# Kaburantwa
Der Kaburantwa (manchmal auch Kaburanura) ist ein kleiner Fluss im Nordwesten Burundis, in der Cibitoke Provinz.

## Verlauf
Er hat ein Einzugsgebiet von etwa 470 km². Der Fluss entspringt nahe der Grenze zu Ruanda und bildet in seinem Oberlauf auch die Grenze zu dem Nachbarland.

## Hydrometrie
Die angenommene Durchflussmenge des Kaburantwa, 16 Kilometer flussaufwärts von der Mündung (in m³/s).